# Fenestrulina proxima
Fenestrulina proxima är en mossdjursart som först beskrevs av Campbell Easter Waters 1904.  Fenestrulina proxima ingår i släktet Fenestrulina och familjen Microporellidae. Inga underarter finns listade i Catalogue of Life.